# Нассім Л'єс
Насім Сі Ахмед, відомий як Нассім Л'єс (фр. Nassim Lyes; 3 червня 1988, Нім, Гар, Франція) — французький актор алжирського походження.

## Біографія

### Молодість і навчання
Нассім Л'єс народився 3 червня 1988 року в Німі, в департаменті Гар. Його батьки родом з Алжиру. Нассім — наймолодший із чотирьох синів. Він виріс у районі Мас-де-Мінг, де відвідував школу (від початкової до середньої). Отримавши ступінь бакалавра (ES) і рік права, він спробував щастя як актор у Парижі.
У 2009 році він виграв чемпіонат Франції з кікбоксингу серед юніорів у категорії 67 кг, що проходив у спортивній залі «Жапі» у XI окрузі Парижа.

### Кар'єра
Нассім Л'єс переїхав до Парижа в 2008 році, де він відвідав кілька прослуховувань. Він влаштувався на різні роботи, як продавець фаст-фуду або офіціант, перш ніж його помітив режисер Трістан Оруе, який довірив йому одну з головних ролей, разом із Жаном-Югом Англадом і Жилем Лелушем у фільмі «Неповнолітні 27» у 2011 році.
У 2012 році він зіграв Маліка, молодого метросексуала з привабливою статурою, в першому сезоні телесеріалу «Ласкари» режисера Трістана Оруе. Того ж року він з'явився в вебсеріалі «Проходячи повз», де зіграв кокаїнщика, «повністю божевільного» любителя наркотиків — роль, яку він повторить для однойменного фільму разом із Фредом Тесто, Бун Ай Міном і Вінсентом Дезанья, що транслявався на Netflix у 2021 році. Також для телебачення він стає Елліотом у фільмі «Туфлі на шпильці та солом’яні чоботи».
У 2013 році він зіграв другорядну роль разом з Едді Мітчеллом і Редою Катебом у фільмі «Маленькі принци» Віанні Лебаска. На телебаченні він з'являється як грабіжник в епізоді «Les Yeux dans le dos» серіалу «Лео Маттеї, Бригада неповнолітніх».
У 2014 році разом із Ксав’є Робіком зігрли гомосексуальну пару в мінісеріалі «Готель на березі моря», літній мильній опері на France 2.
У 2015 році він зіграв Дрісса, молодого чоловіка з передмістя, яким маніпулювали, щоб зробити його частиною осередку джихадистів, у фільмі про тероризм Ніколя Бухріфа «Зроблено у Франції».
У 2016 році він зіграв Нордіна в веб-серіалі «Сила і честь» разом із Лакрімом і отримав роль Селіма в серіалі «Марсель».
У 2020 році він зіграв одну з десяти жертв у 6-серійному міні-серіалі «Їх було десять» на M6. Це екранізація однойменного роману Агати Крісті (1939). На цю роль в серпні 2021 року, напередодні зйомок, в останню хвилину покликали Нассіма Сі Ахмеда, щоб замінити П’єра Пер’є, який отримав травму обличчя через падіння на каміння під час ходьби.

## Фільмографія

### Кіно
| Рік  |    | Українська назва               | Оригінальна назва                  | Роль             |
| ---- | -- | ------------------------------ | ---------------------------------- | ---------------- |
| 2010 | кф | Реприза                        | фр. Reprise                        | боксер           |
| 2011 | ф  | Неповнолітні 27                | фр. Mineurs 27                     | Вільсон          |
| 2013 | ф  | Маленькі принци                | фр. Les Petits Princes             | молодий художник |
| 2015 | кф | Я не йду назад                 | фр. J'marche pas en arrière        | Алекс            |
| 2015 | ф  | Зроблено у Франції             | фр. Made in France                 | Дрісс            |
| 2015 | кф | Ніч створена для сну           | фр. La nuit est faite pour dormir  | Карім            |
| 2016 | кф | Містер V - Реп Vs Реальність   | фр. Mister V - Rap Vs Réalité      |                  |
| 2017 | ф  | Одружись зі мною, чувак        | фр. Épouse-moi mon pote            | діджей           |
| 2017 | ф  | Блискучий                      | фр. Le Brio                        | клієнт           |
| 2018 | ф  | Ворієн (фільм, 2018)           | фр. Vaurien                        | Маджид           |
| 2018 | кф | Air Max, фільм                 | фр. Air Max, le film               |                  |
| 2019 | ф  | Непотрібна любов               | фр. Junk Love                      | бабій № 2        |
| 2019 | кф | Художники                      | фр. The Painters                   | Пелон            |
| 2019 | ф  | Поки все добре                 | фр. Jusqu'ici tout va bien         | Садек            |
| 2020 | ф  | Кандіша                        | фр. Kandisha                       | Абдель           |
| 2020 | кф | Принесені в жертву             | фр. Les Sacrifiés                  | Аділь Джебарі    |
| 2021 | ф  | Проходячи повз                 | фр. En passant pécho               | кокаїнщик        |
| 2021 | ф  | Емоційний матеріал             | італ. Il materiale emotivo         | Алан             |
| 2021 | ф  | Останній найманець             | фр. Le Dernier Mercenaire          | Семен Новак      |
| 2021 | ф  | Райські птахи                  | англ. Birds of Paradise            | Джамал           |
| 2022 | ф  | SEGPA                          | фр. Les SEGPA                      | покидьок № 1     |
| 2022 | ф  | 16 років                       | фр. 16 Ans                         | Тарек Кадрі      |
| 2022 | ф  | Передозування                  | фр. Overdose                       | Саїд Масріче     |
| 2023 | ф  | Фаранг                         | фр. Farang                         | Сем              |
| 2023 | ф  | Нувориші                       | фр. Nouveaux Riches                | Юссуф, Тьяго     |
| 2023 | кф | Містер V - La Pizza Delamama 2 | фр. Mister V - La Pizza Delamama 2 |                  |
| 2024 | ф  | Під Сеною                      | фр. Sous la Seine                  | Аділь            |

### Телебачення
| Рік       |   | Українська назва                     | Оригінальна назва                        | Роль                       |
| --------- | - | ------------------------------------ | ---------------------------------------- | -------------------------- |
| 2012—2012 | с | Туфлі на шпильці та солом’яні чоботи | фр. Talons aiguilles et bottes de paille | Елліот / 26 серій          |
| 2012—2012 | с | Проїжджаючи мимо                     | фр. En passant pécho                     | кокаїнщик / 4 серії        |
| 2013—2013 | с | Лео Маттеї, Бригада неповнолітніх    | фр. Léo Mattéï, Brigade des mineurs      | грабіжник № 2 / 1 серія    |
| 2012—2014 | с | Ласкари                              | фр. Lascars                              | Малік / 24 серії           |
| 2014—2014 | с | Готель на березі моря                | фр. Hôtel de la plage                    | Омар / 6 серій             |
| 2015—2015 | с | Американська мрія                    | фр. American Dream                       | Мехмет                     |
| 2016—2018 | с | Марсель                              | фр. Marseille                            | Селім / 8 серій            |
| 2018—2018 | с | Наречений                            | фр. Hôtel de la plage                    | Селім / 9 серій            |
| 2019—2019 | с | Шпигун                               | фр. The Spy                              | Захер Маазі / 6 серій      |
| 2019—2019 | с | Німа                                 | рос. Немая                               | 1 серія                    |
| 2019—2019 | с | Повтор                               | фр. Replay                               | Дон Хуан / 1 серія         |
| 2020—2020 | с | Їх було десять                       | фр. Ils étaient dix                      | Малік Алауї / 6 серій      |
| 2021—2021 | с | Розмита любов                        | фр. L'Amour flou                         | Монітор Оптиміст / 1 серія |
| 2021—2021 | с | Супержиття Хакіма                    | фр. La Super vie d'Hakim                 | 1 серія                    |
| 2023—2023 | с | Кардо                                | фр. Cardo                                | Бастьєн / 2 серії          |
| 2023—2023 | с | Джулія                               | фр. Julia                                | Сем Слімані / 1 серія      |